# 中山大学天文台旧址
中山大学天文台旧址，广东省文物保护单位，位于广东省广州市越秀中路125号内，曾经是国立中山大学的天文台。它建于民国十八年（1929年），是中国最早的高校天文台，也是广东省第一座天文台、中国第二座正式命名的天文台（仅次于徐家汇天文台）。

## 修建

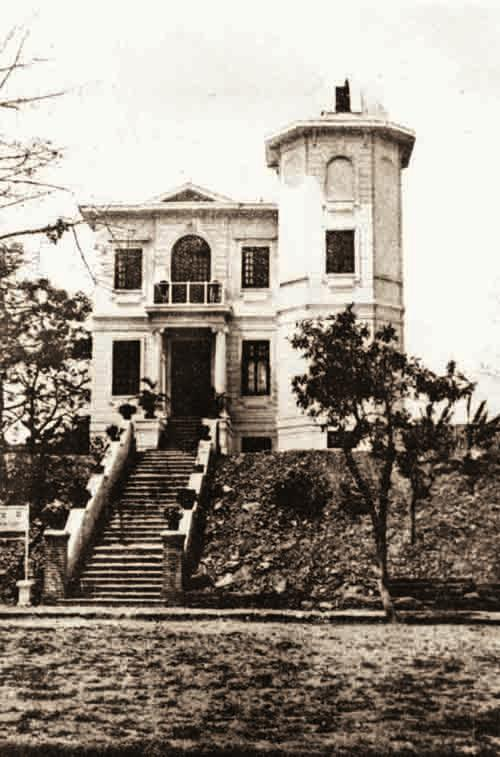
國立中山大學天文台，是中華民國第二座正式命名的天文台（1929年）

中山大学是由孙中山颁布大元帅令创建的大学，原名为国立广东大学。孙中山病逝后更名为国立中山大学，并进行教学体制改革，引进欧美国家的科学和教育体系。在此过程中，学校聘请留学法国的天文学家张云博士为数学系教授，由于他特长天文学，于是在1927年初以数学系为基础成立了数学天文系，同年2月在学校图书馆（现广东贡院明远楼旧址）東北侧的小土岗上修建天文台。天文台于1929年6月落成，海拔30米，钢筋混凝土结构，地面部分为一座坐北向南的长方形二层楼房，正面有数十级阶梯，东侧为相连的六角塔形三层楼房，地下部分为一层地下室。天文台建成后，原国立中山大学物理系气象试验所的仪器设备并入，因此中大天文台以天文为主，兼顾气象，其主要仪器是法国制天文标准时钟，15厘米子午仪、20厘米反射望远镜，德国制赤道仪各1个，此外还有多种气象仪器，如自动雨量计、水银气压计等。

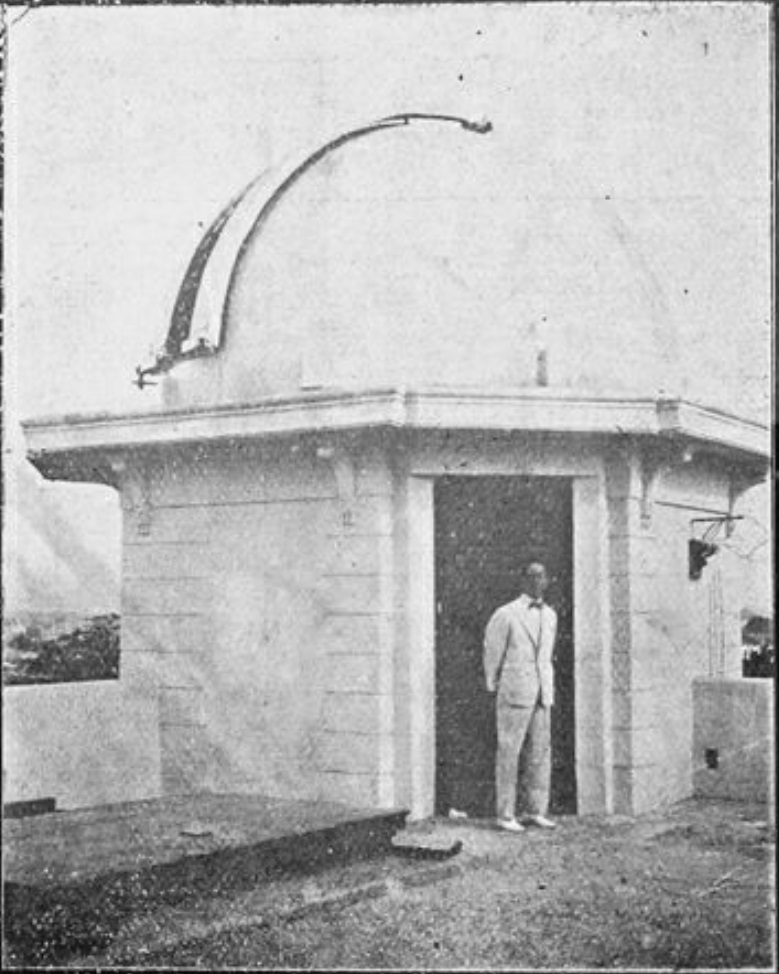
天文臺赤道儀室

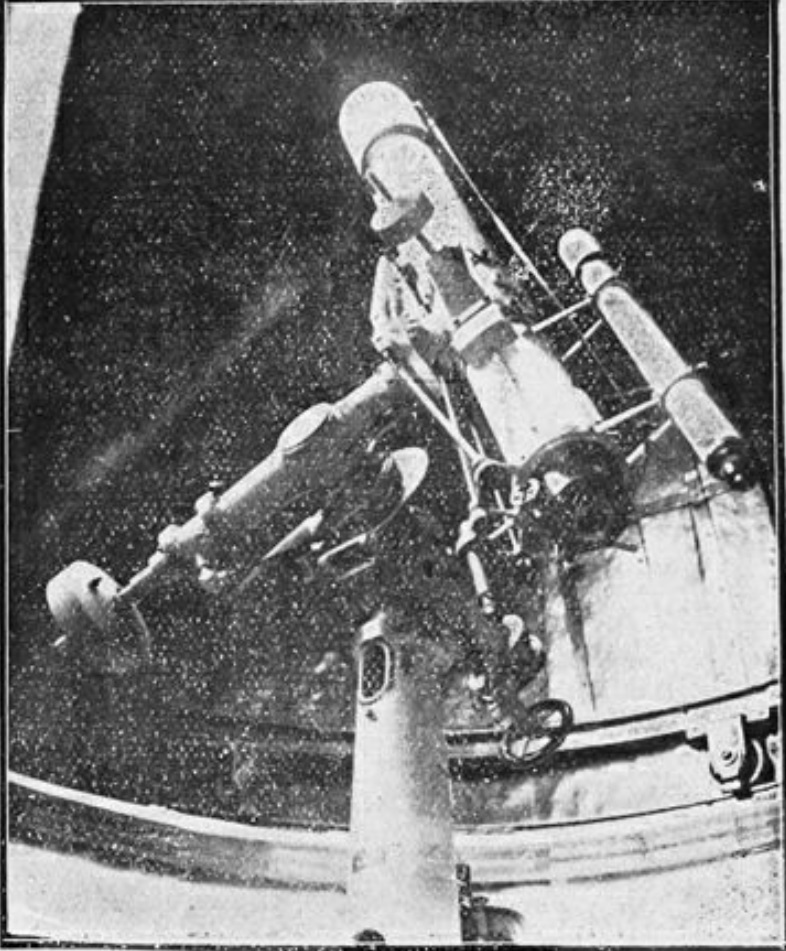
赤道儀

## 成果
天文台除进行天文教学与研究外，还承担天文观测工作。当时世界大部分主要天文台都位于北半球高纬度，而国立中山大学天文台则位于北回归线附近，可以观测到高纬度天文台所不能观测到的南半球星空，因此受国际天文学界的重视，曾经和国际天文联合会变星委员会联合进行变星的观测活动，并取得了一系列重要成果。此外，1933年的万国经纬测量，1936年的日食观测，都是由国立中山大学天文台代表中国完成。天文台还承担许多民用军用项目，如广州市的首次经纬度测定，广东空军日月出没时刻计算等。

## 弃用

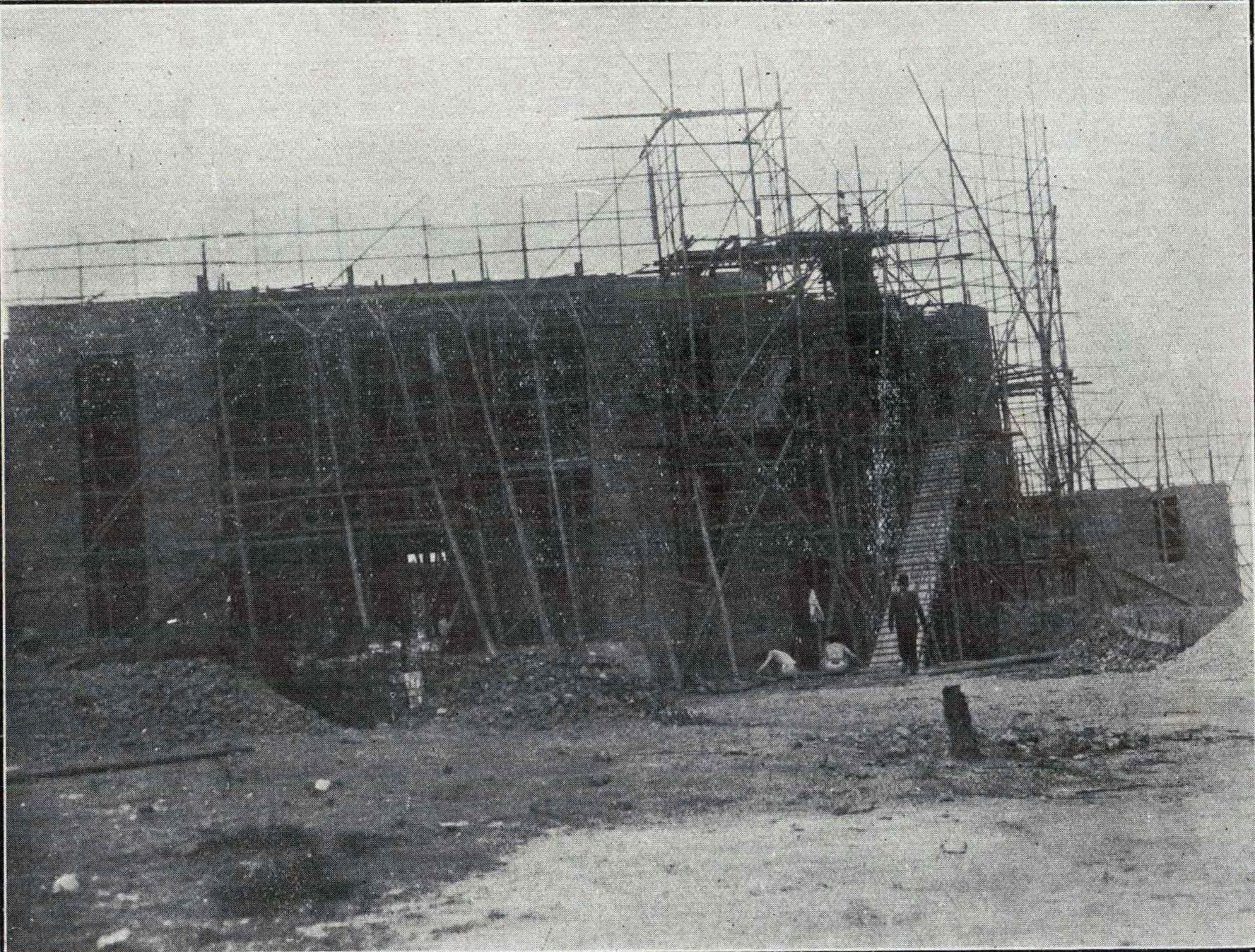
建設中的新天文台

1935年，国立中山大学石牌新校址落成，中大除医学院外全部迁入新校，并于1936年在新校区高岗上修建新天文台。新中大天文台于1938年落成，正式取代旧天文台。但不久后广州沦陷，实际上新天文台直至1946年后才正式使用。中共建政後的1952年，中国高等院校院系调整，原国立中山大学数学天文系全体师生、天文台全体员工以及天文仪器设备全部调整入南京大学，中大新旧天文台皆被弃用，新天文台所在地成為華南農業大學的一部分。
1957年至今，中山大学天文台旧址由广东省科技图片社、广东科技报社等单位使用。1978年7月，中山大学天文台旧址和广东贡院明远楼一并成为广东省第一批省级文物保护单位，编号1-10。

## 文明路舊址鄰近建築
- 中國國民黨第一次全國代表大會舊址
- 明远楼 (广东)
- 广东省立中山图书馆

## 外部連結
- 广东贡院明远楼与中山大学天文台旧址 （页面存档备份，存于） - 广州市文化广电新闻出版局
- 《行街串巷广州城》之喜见中山大学天文台旧址修缮完工 2011-10-14

23°7′40.44″N 113°16′20.35″E / 23.1279000°N 113.2723194°E